# 1,3,5-Triazin
Az 1,3,5-triazin vagy sz-triazin szerves vegyület, hattagú heterociklusos aromás gyűrű, mely három szén- és három nitrogénatomból épül fel. Gyakran használt reagens, könnyen képez származékokat, ezeket gyógyszerként és herbicidként alkalmazzák.

## Kémiája
A triazingyűrű atomjai hasonlóak a benzolgyűrűben találhatókhoz, így a triazinok a benzolhoz hasonlóan aromás vegyületek.
Az 1,3,5-triazin legismertebb származéka a 2,4,6-triamino-1,3,5-triazin, ismertebb nevén melamin vagy cianuramid. Számos herbicid, például a szimazin gyártása indul ki triklór-1,3,5-triazinból. Másik fontos származéka a 2,4,6-trihidroxi-1,3,5-triazin, azaz a cianursav.

### Izoméria
Az 1,3,5-triazin egyike a három triazinnak, a másik két izomer az 1,2,3-triazin és az 1,2,4-triazin.

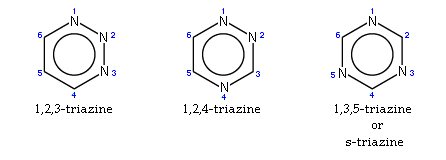
A három triazin. A kis kék számok a gyűrű atomjainak számozását jelölik.

## Fordítás
- Ez a szócikk részben vagy egészben a 1,3,5-Triazine című angol Wikipédia-szócikk ezen változatának fordításán alapul.  Az eredeti cikk szerkesztőit annak laptörténete sorolja fel. Ez a jelzés csupán a megfogalmazás eredetét és a szerzői jogokat jelzi, nem szolgál a cikkben szereplő információk forrásmegjelöléseként.